# Chiesa di Santa Restituta (San Vincenzo Valle Roveto)
La chiesa di Santa Restituta è un edificio religioso situato nella località di Le Rosce - Santa Restituta (Morrea Inferiore) del comune di San Vincenzo Valle Rovetoin provincia dell'Aquila e diocesi di Sora-Cassino-Aquino-Pontecorvo; fa parte della zona pastorale di Balsorano.

## Storia
Nella contrada Le Rosce, in un luogo in cui sono riemerse le tracce di una necropoli databile tra il III e IV secolo, un'iscrizione e antiche monete coeve appartenute con ogni probabilità al magistrato di Antinum, Pomponio Gratino, venne edificata una chiesuola dedicata a Restituta di Sora dopo il suo martirio.
La prima attestazione dell'esistenza di un edificio di culto è rappresentata da un documento ecclesiastico, il Chronicom Antiquum del 972, citato a sua volta nella Chronica sacri monasterii casinensis, cronaca dell'abbazia di Montecassino redatta tra l'XI e il XII secolo da Leone Marsicano.
Sul finire dell'XI secolo la chiesa fu donata, insieme con quella di Santa Maria da essa dipendente, dal conte dei Marsi, Gentile di Baldovino, al monastero di Santa Maria in Luco, importante prepositura benedettina di Montecassino nel territorio marsicano.
In documenti storici ed ecclesiastici del Basso Medioevo la chiesa appare citata insieme agli edifici religiosi del paese sovrastante di Morrea, centro di riferimento dell'area.
La chiesa originaria crollò a causa del terremoto della Marsica del 1915 e venne riedificata negli anni venti. Il nuovo edificio di culto inglobò la preesistente struttura, intorno ad esso nella contrada Le Rosce si sviluppò l'omonimo villaggio, grazie anche ad una parziale delocalizzazione delle abitazioni di Morrea crollate con il sisma.
A causa dei bombardamenti del 1944, verso la fine della seconda guerra mondiale, anche questa chiesa andò distrutta. L'edificio religioso contemporaneo venne riedificato agli inizi degli anni cinquanta. 
Tra il 1974 e il 1975 fu indagato il frammento di un affresco della cripta, risalente al IX-X secolo, raffigurante santa Restituta. I lavori di ripulitura e di restauro dell'opera furono diretti dal professore Biagio Cascone. Si tratta della più antica immagine della santa patrona di Sora. Un altro frammento di affresco farebbe presupporre una dedica a san Bartolomeo, a cui la chiesa fu anticamente intitolata insieme a santa Restituta.

## Descrizione
L'edificio di culto contemporaneo, situato lungo la strada statale 82 della Valle del Liri in contrada Le Rosce - Santa Restituta (Morrea Inferiore), si caratterizza per la facciata in pietra locale e il portale incorniciato. Il campanile quadrato svetta lateralmente. La struttura, a navata unica con pianta a croce latina, presenta internamente l'altare maggiore leggermente rialzato.